# 立明寺インターチェンジ
立明寺インターチェンジ（りゅうみょうじインターチェンジ）は、福岡県筑紫野市むさしケ丘2丁目にある鳥栖筑紫野道路のインターチェンジである。インターチェンジの出入口に筑紫野市のニュータウンであるむさしヶ丘があるため、出口では立明寺とは記さずに「むさしヶ丘団地入口」と表示されている。

## 道路
- 鳥栖筑紫野道路

## 周辺
- むさしヶ丘

## 隣
鳥栖筑紫野道路
城山IC - 立明寺IC - 三本松IC